# 片岡董
片岡 董（かたおか ただす、1894年（明治27年）4月12日 - 1963年（昭和38年）4月21日）は、日本の陸軍軍人。最終階級は陸軍中将。

## 経歴
兵庫県城崎郡城崎町（現豊岡市）出身。旅館業・片岡平八郎の四男として生まれる。大阪陸軍地方幼年学校、中央幼年学校を経て、1915年（大正4年）5月、陸軍士官学校（27期）を卒業。同年12月、陸軍騎兵少尉に任官し騎兵第4連隊付となる。1925年（大正14年）11月、陸軍大学校（37期）を卒業した。
参謀本部付、参謀本部員を経て、1928年（昭和3年）3月、陸軍兵器本廠付となり、陸軍派遣学生として東京帝国大学法学部政治学科で1931年（昭和6年）3月まで聴講した。陸大教官、陸軍省軍務局付、参謀本部員、騎兵集団参謀、陸軍騎兵学校教官、軍務局付、第4師団参謀、留守第4師団参謀などを歴任し、1938年（昭和13年）3月、騎兵大佐に昇進。同年7月、第104師団参謀長に就任し日中戦争に出征。近衛騎兵連隊長、近衛捜索連隊長などを歴任。
1941年（昭和16年）3月、陸軍少将に昇進し騎兵第3旅団長に就任、満州に駐屯した。1943年（昭和18年）2月、第5軍参謀長となり、1944年（昭和19年）8月、第1師団長心得に就任。翌月、南方に派遣された。1944年（昭和19年）10月、陸軍中将に進級し第1師団長に親補された。レイテ島の戦いにおいて苦闘を続けたが敗退。終戦をセブ島で迎えた。1946年（昭和21年）4月に復員した。
1947年（昭和22年）11月28日、公職追放仮指定を受けた。

## 逸話
- 実家は城崎温泉の旅館三木屋で、兄の片岡平八郎が社長を務めた。
- レイテ戦における退却の際、自ら軍刀を抜いて邪魔な木の枝を切る一方で、負傷した副官に対しては松葉杖を作り、寝ている時の用便の世話までしたことから、副官を感激させた。[要出典]

## 著書
- 『レイテ戦従軍記』非売品、1987年。